# Lukas Graffius
Lukas Graffius (Ecel, 1667. szeptember 2. – ?, 1736. október 30.) ág. ev. szuperintendens.

## Élete
1672-ben Medgyesen tanult, 1681-ben a magyar nyelv megtanulása végett Kissárosra ment, és 1682-ben visszatért Medgyesre; 1683-ban Nagyenyedre s 1685-ben Segesvárra ment tanulmányainak folytatására; 1687. márciustól a wittenbergi egyetemen tanult. 1689-ben Hamburgban Edzardot és Meyert hallgatta, vitatkozott és mint candidatus ministerii szabadságot nyert a prédikálásra. 1690-ben Magdeburgon és Hallén át Lipcsébe utazott, hol néhány hétig Riminitől a homiletikát hallgatta.
1690. július 16-án visszaérkezett Medgyesre, hol diaconus volt négy évig és négy hónapig; ezen idő alatt naponként két órát tanított az ottani gimnáziumban. 1695. április 5-én prédikátor lett Kisselyken; 1699. március 24-én meghívták medgyesi lelkésznek; 1711. november 17-én szuperintendensnek választották.
Schmeizel (Diss. de Statu Relig. Luther. in Transsilv. 88.) szerint jeles hittudós, a zsidó, görög és latin nyelvnek nagy ismerője és járatos volt az erdélyi szászok egyháztörténetében.

## Művei
- Disputatio de Versione quam vocant LXX. Virali 'Istoroimena, Isaaco Vossio potissimum opposita, praes. M. Gerhard Meyer. Vitebergae, 1687
- Kézirati munkái: Annales Ecclesiastici, ab A. 1659. quo Clariss. Dn. David Hermannus suos finivit, ad finem usque Saeculi illius, Bedenken über die Frage: Ob ein Prediger, dessen Hausgenossen von der Pest angesteckt worden, sich seines Amtes enthalten und weichen könne 1717. (Schmeizel szerint megjelent nyomtatásban), 'ApodeixiV, sive Demonstratio plena, plana et perspicua, testimoniis et argumentis evidentissimis, quod Reges et Principes Transilvaniae exercitium Jurium Episcopalium VI. Transactionis Passaviensis ad se devolutorum, Superintendenti, et non alii cuiquam concrediderint (kivonata Benkő Milkovia II. 538–551. l.), Demonstratio, quod Vener. Capitula Cibiniense et Barcense, respectu Jurium Episcopalium nulla gaudeant praerogativa, Sucincta Explicatio Jurium Superintendentis, Untersuchung und Erklärung, wie sich der Glauben in der Rechtfertigung Verhalte, Historisches Tagebuch, vornemlich auf die Stadt Mediasch und die während der Kurutzen-Zeit vorgefallenen Neuigkeiten gerichtet. (1704-től 1710-ig), Prüfung des Leipziger Unterrichts vom Pietismo, Anmerkungen über Herrn Schäffers Abbildung des lebendigen Glaubens, Katechismusfragen von Stephan Chrestels, Anweisung zur lateinischen Sprache, Monitum circa Responsum V. Capituli Cibiniensis ad Apodixin de exercitio jurium Episcopalium 1722 m. Febr. eidem exhibitam… (Kivonata Benkő, Milkovia II. 574–588. l.), Studium Concordiae, Oratio encoomiastica Providentiae divinae ob conservatam Augustanam Confessionem dicta. 1730